# La indòmita i el milionari
La indòmita i el milionari  (títol original en anglès: It Happened to Jane) és una pel·lícula estatunidenca de Richard Quine, estrenada el 1959. Ha estat doblada al català.

## Argument[2]
Vídua i mare de dos fills, Jane Osgood comença en el comerç del llamàntol per fer front a les necessitats de la seva família. Una de les seves primeres vendes per correspondència és refusada, havent-lo deixat el ferrocarril massa temps. Amb l'ajuda del seu amic advocat George Denham, ataca la companyia de ferrocarril que dirigeix l'irascible Malone.

## Repartiment
- Doris Day: Jane Osgood
- Jack Lemmon: George Denham
- Ernie Kovacs: Harry Foster Malone
- Steve Forrest: Lawrence « Larry » Clay Hall
- Teddy Rooney: Billy Osgood
- Russ Brown: oncle Otis
- Walter Greaza: Crawford Sloan
- Parker Fennelly: Homer Bean
- Mary Wickes: Matilda Runyon
- Philip Coolidge: Wilbur Peterson
- Casey Adams: Selwyn Harris
- John Cecil Holm: Aaron Caldwell
- Gina Gillespie: Betty Osgood
- Michael J. Pollard: Lloyd (no surt als crèdits)